# Terrakottaarmén
Terrakottaarmén (kinesiska: 兵馬俑, bīngmǎyǒng) är ett arkeologiskt fynd av cirka 8 000 fullskaliga lermodeller av soldater och hästar som är placerade i en militär formation. Fyndet, som är en del av kejsar Qin Shi Huangdis mausoleum, finns i stadsdistriktet Lintong cirka 30 kilometer öster om centrala Xi'an i Shaanxiprovinsen i Kina och är beläget ungefär två kilometer öster om graven till landets första kejsare Qin Shi Huangdi som avled 210 f.Kr. 
Terrakottaarmén hittades 29 mars 1974 av bönder som skulle gräva en brunn och blev genast en av 1900-talets största arkeologiska upptäckter. Fyndet kom som en stor överraskning då det inte fanns omnämnt i några historiska dokument. 
Terrakottaarmén är uppdelad på tre gropar och hittills har cirka 2 000 soldater blivit utgrävda – alla med unika utseenden och representerande olika militära grader. En fjärde tom grop har hittats i anslutning till de andra groparna vilket indikerar att gravkomplexet aldrig blev färdigställt.
Terrakottaarmén är som en del av Qin Shi Huangdis mausoleum av Unesco listad som världsarv. Sedan 1979 är platsen öppen för allmänheten på Emperor Qin Shihuang's Mausoleum Site Museum utanför Xi'an.

## Qin Shi Huangdis mausoleum
Den första kejsarens grav finns precis norr om berget Lishan cirka 30 kilometer öster om centrala Xi'an och är ett mycket stort gravkomplex. I centrum finns den ej utgrävda graven under en stor flack jordpyramid med flat topp. Runt graven är det en gravgård på drygt två kvadratkilometer där många fynd grävts ut som tros vara till kejsarens efterjordiska liv. I gravgården har bland annat hittats terrakottaakrobater, rustningar och hjälmar av sten och två set av hästvagnar med hästar av brons i halvskala. Dessa fynd är hittade i gropar vars konstruktion liknar Terrakottaarmén. Själva Terrakottaarmén finns utanför den egentliga gravgården knappt två kilometer öster om gravpyramiden.

## Historia

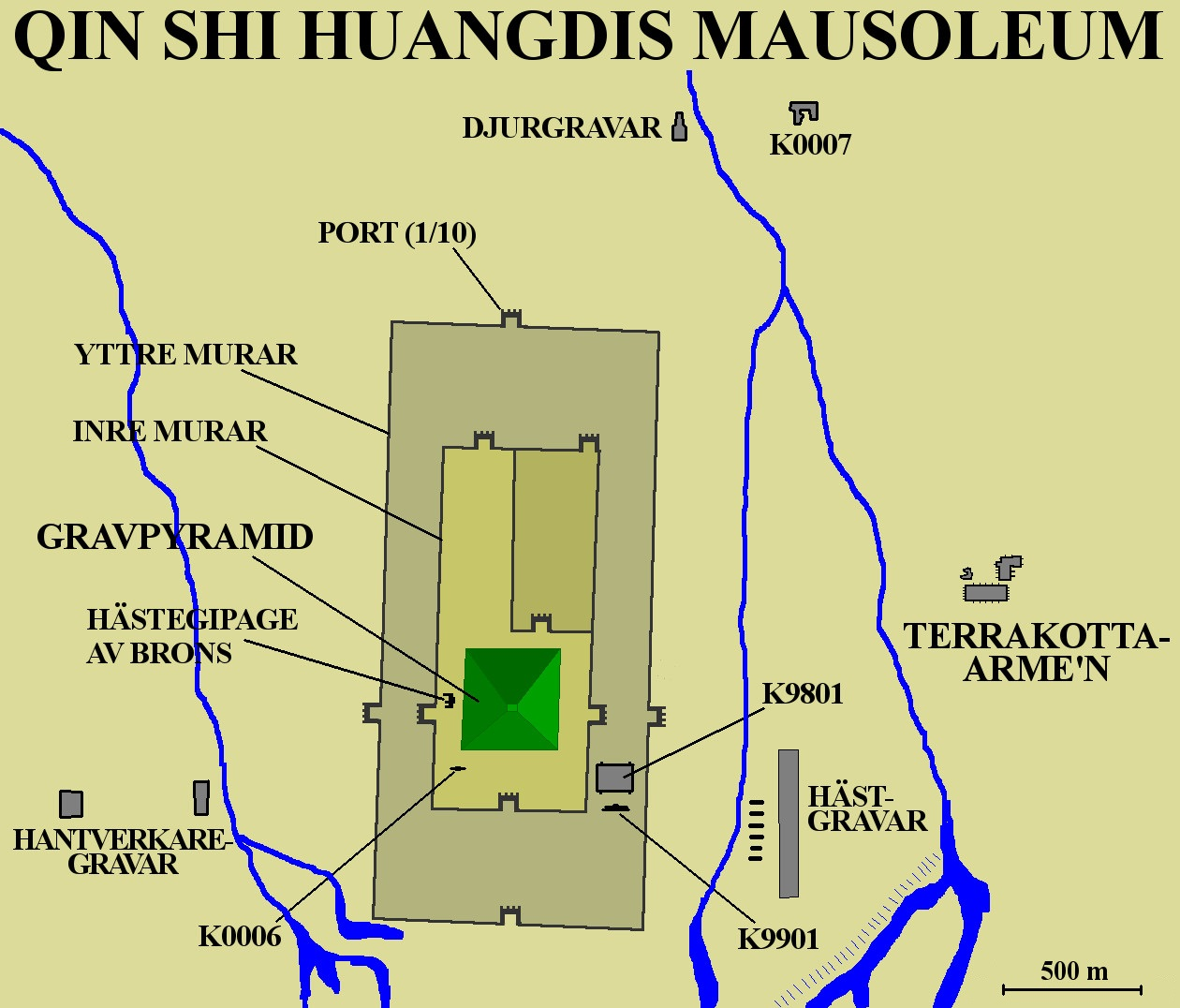
Karta som visar Terrakottaarméns placering 2 kilometer öster om den första kejsarens grav.

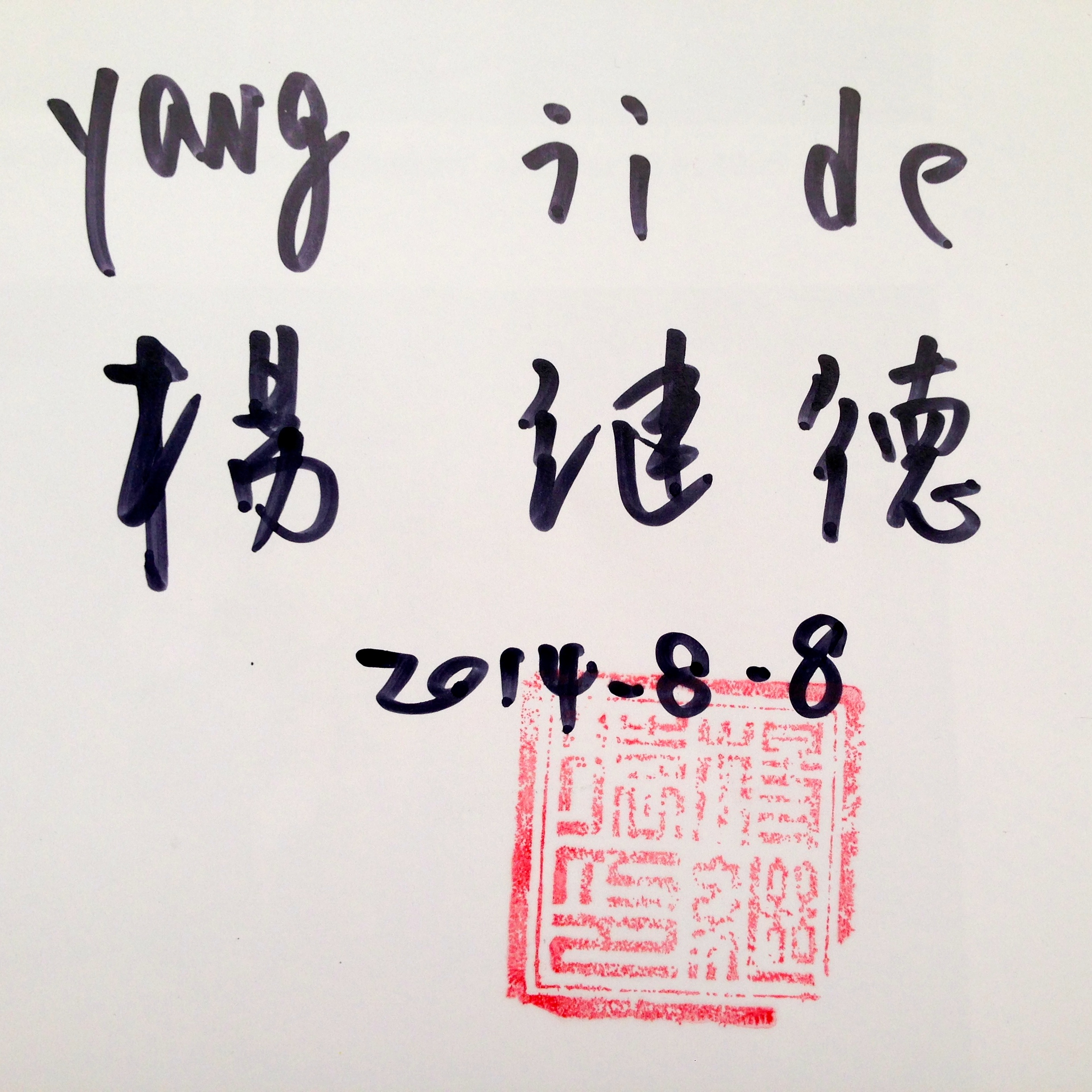
Bonden Yang Jides namnteckning. Yang Jide var den som 1974 hittade Terrakottaarmén.

Qin Shi Huangdi var Kinas första kejsare och han enade riket och grundade Qindynastin efter ett långvarig krig under tiden för De stridande staterna (481–221 f.Kr.). När han avled 210 f.Kr begravdes han i Kinas, genom historien, mest storslagna gravkomplex. Gravpyramiden tros kunna innehålla en av världshistoriens mest intressanta arkeologiska skatter. Terrakottaarmén i anslutning till hans grav tros vara kejsarens militära försvar i hans utomjordiska liv. Dessvärre blev Terrakottaarmén plundrad, sönderslagen och uppbränd, sannolikt av Xiang Yu, några år efter den första kejsarens död i samband med att Qindynastin föll 206 f.Kr.
Qin Shi Huangdis mausoleum byggdes under 38 år med början 247 f.Kr. och den mest intensiva fasen var från 221 f.Kr. till 208 f.Kr. Under slutfasen arbetade totalt cirka 720 000 personer med Qin Shi Huangdis mausoleum. Det är inte känt hur stor del av dessa resurser som arbetade med Terrakottaarmén. Sannolikt påbörjades det huvudsakliga arbetet med Terrakottaarmén efter år 228 f.Kr. och kanske så sent som efter 223 f.Kr.
På grund av torkan som 1974 rådde i Shaanxiprovinsen grävde några bönder en ny brunn ungefär två kilometer öster om den första kejsarens gravpyramid. De fann inget vatten, men de hittade keramikskärvor och bronsvapen. Bönderna hade hittat Terrakottaarmén och därmed gjort 1900-talets kanske största arkeologiska fynd. Upptäckten är daterad till mars 1974. Bonden Yang Jide tillskrivs upptäckten, eftersom det var han som rapporterade den till de lokala myndigheterna. Den 1 oktober 1979 öppnades ett museum för allmänheten där grop nr. 1 visades; då var 1 087 terrakottasoldater utgrävda. Grop nr. 3 öppnades för allmänheten 1989 och grop nr. 2 öppnades 1994. Sedan 1987 är Qin Shi Huangdis mausoleum, som Terrakottaarmén är en del av, listad av Unesco som världsarv.
Terrakottaarmén finns inte nämnd i något känt historiskt dokument och samtliga utgrävda terrakottafigurer har varit trasiga när de grävts fram.

## Uppbyggnad

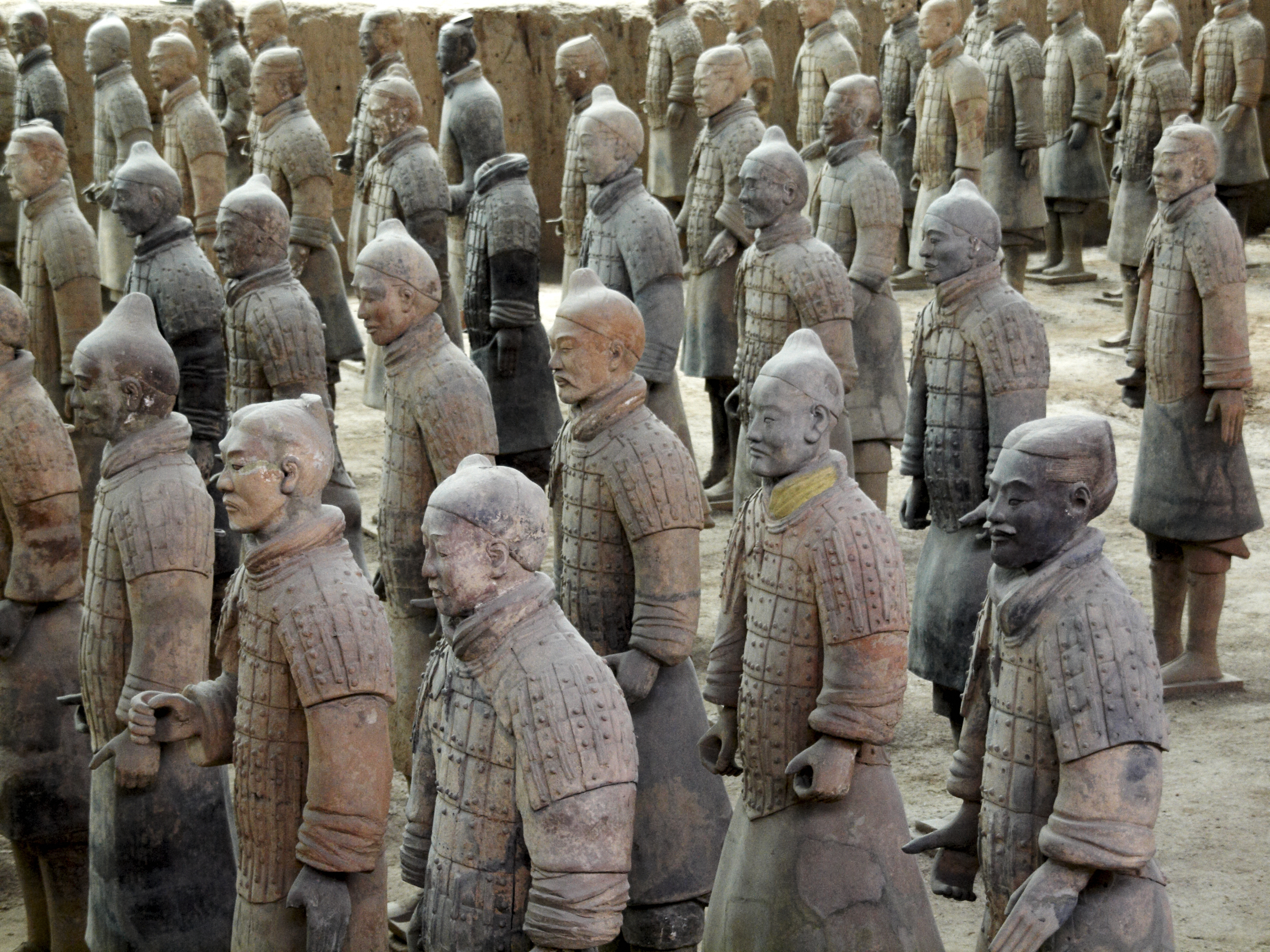
Soldater i Terrakottaarmén.

Det totala antalet terrakottafigurer uppskattas till cirka 8 000, varav 150 till 200 är kavallerihästar och drygt hundra vagnar (som var gjorda av trä och är förmultnade) som drogs av ungefär femhundra draghästar. Detaljrikedomen och variationen på de olika soldaterna är mycket hög då samtliga utgrävda soldater har haft unika utseenden, baserade på åtta olika grundformer som sedan formats till individuella utseenden. Till exempel har en studie av storleken på soldaternas öron visat att alla dessa har individuellt utförande och att dess storleksvariation överensstämmer med vad som är normalt för människor. Det är också tänkbart, och till och med troligt, att terrakottasoldaterna porträtterar verkliga soldater från Qinarmén.
Terrakottafigurerna är fysiskt större och hårdare än annan keramik som tillverkats före Qindynastin; detta då soldaterna väger mellan 110 och 300 kg och har en medelhöjd på 180 cm. Figurerna tros ha blivit brända vid temperaturer runt 1 000 grader och är gjorda av lokal lera från trakten nära Liberget. Den använda leran består av en blandning av ljus och mörk lera tillsammans med sand. Figurerna sammanfogades av fyra separat tillverkade delar varav kroppen, huvudet och armarna är ihåliga medan benen delvis är solida. En del av soldaterna blev slutligen märkta med namnet på hantverkaren och ibland med tillverkningsplats. Här har totalt 80 olika upphovsmän hittills identifierats. Hittills (2017) har inte någon verkstad, eller andra spår av tillverkningsplatsen hittats.

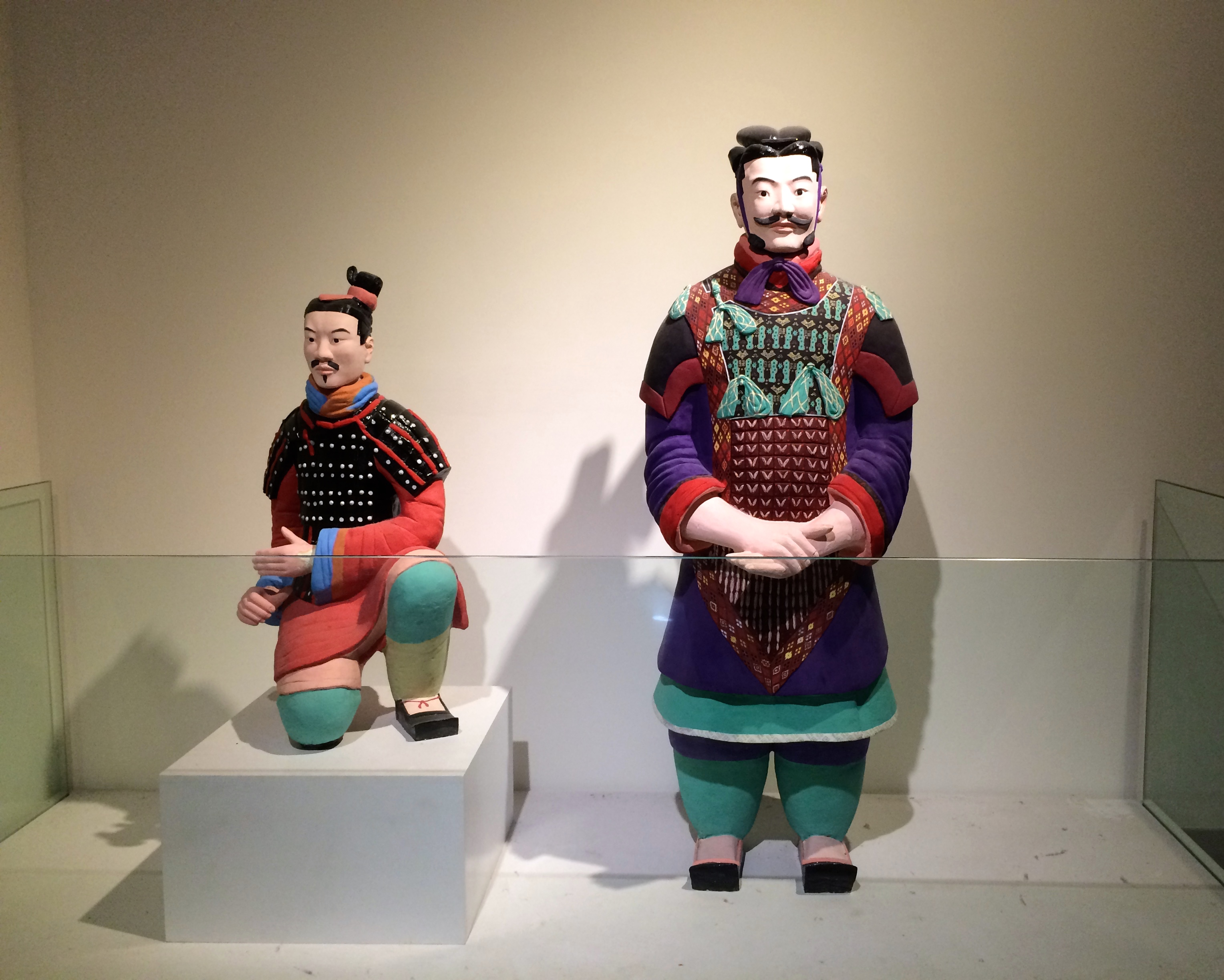
Kopior av officerare målade enligt trolig ursprunglig färgsättning.

Terrakottafigurerna var ursprungligen färgglatt målade, men mycket av färgerna har med tiden försvunnit. Vissa figurer hade färg kvar när de grävdes upp, men färgen förstördes snabbt när figurerna exponerades för luft. Ny teknik gör det dock möjligt att bevara färgen och tillräckligt mycket färgflagor har hittats för att kunna rekonstruera hur soldaterna ursprungligen var färgsatta. Det tycks ha funnits sju grader i Terrakottaarméns rangsystem och sannolikt även i Qindynastins armé: generaler, officerare på mellannivå, bepansrade soldater, obepansrade soldater, stridsvagnsförare, ryttare och bågskyttar. Officerarna har generellt gjorts längre för att markera statusskillnaden. Qinarmén färgbelades dock inte efter militär rang utan stora variationer av färgkombinationer förekom genom alla militära nivåer. Ofta kombinerades kompletterande färger såsom röd och grön. Huden på figurerna är omväxlande målade i gröna, gula och rosa nyanser. Hästarna är färglagda i brunt och svart.
Terrakottaarmén, som står på ett golv av tegel, är uppdelad i tre gropar belägna mellan fem och sju meter under dagens marknivå. Groparna är i sin tur uppdelade i olika långa korridorer separerade av väggar av packad jord. Taket, som var byggt av träbalkar övertäckta av vassmattor och ett tjockt lager av jord och lera, bars dels upp av de mellanliggande jordväggarna, men även av stående träpelare. Mycket av trädetaljerna förstördes av branden men även genom senare förmultning. Hela konstruktionen täcktes slutligen med jord upp till marknivå.

### Märkningar på soldaterna
En del av soldaterna har varierande märkningar i form av stämplar, graveringar och  några få fall även målningar. Märkningarna är huvudsakligen namn på platser och personnamn eller nummer. Stämplar består ofta av kombinationen av en tillverkningsplats och namnet på den ansvariga hantverkaren. Platsstämpeln var vanligen 宫, Gong, som betyder 'palats', och tros referera till en centralt baserad palats-verkstad eller 咸阳 alternativt 咸 som refererar till Qins huvudstad Xianyang. Det vanligaste förekommande namnet på ansvarig hantverkare är De (得). Ibland innehåller stämpeln bara ett namn utan någon plats. Stämplarna som inleds med gong sitter alla på underkanten av soldatens mantel och stämplarna med huvudstadens namn sitter vanligen på soldatens rygg eller under armen. Det finns även några få fall med stämplar på soldatens huvud. Denna typ av märkning med plats och namn var vid tiden vanlig även på annat lergods såsom t.ex. takpannor till palatsen. Andra stämplade platser, som sannolikt är palats i östra Qin, är Yueyang (栎阳), Linjin (临晋) och Anyi (安邑). Ibland innehåller stämplarna nummer, vanligen 5 (五), 4 (四) eller 10 (十), men även höga tal såsom 2000 (二千). Under soldaternas fotsulor finns ibland namn inristade. Även på benen kan det finnas inristningar med ibland bara namn men även med plats.

## Vapen

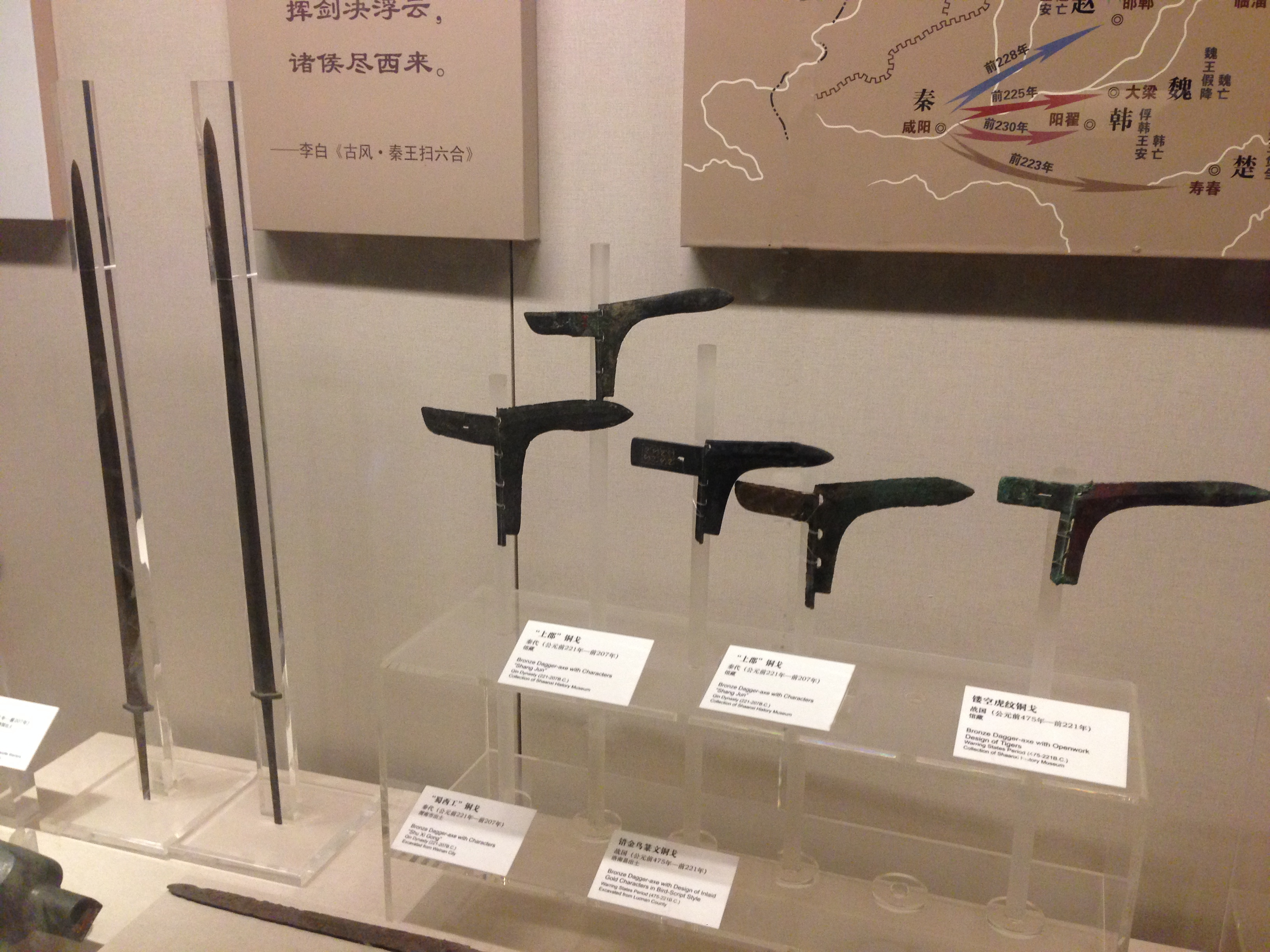
Vapen från Terrakottaarmén på Shaanxi historiska museum.

Stora delar av Terrakottaarméns vapen är stulna, sannolikt i samband med att Xiang Yu förstörde gravkomplexet. Trots detta har 40 000 olika vapen såsom svärd, bajonetter, spjutspetsar, hillebard, pilspetsar, armborst med mera grävts fram. En vanlig typ av huggvapen var i form av en 30 cm lång bajonett i änden på ett tre meter långt skaft. Ett inte lika vanligt vapen var svärd - endast använda av officerarna - av vilka bara 17 stycken, med varierande längd mellan 81 och 94 cm, hittills har hittats; alla i grop nr 1. Armborstmekanismerna som funnits består av fyra gjutna detaljer där pilspetsarna till armborsten har triangulärt tvärsnitt, är mycket vassa och den vapendel som man hittat i störst mängd. Bland många trasiga armborst man funnit är endast ett intakt. Dess bågsträng är 130 cm lång och sannolikt tillverkad av en sena från något djur. Det spekuleras i om detta armborst kan ha haft en räckvidd på uppemot 800 meter, medan den verkliga dödliga räckvidden bedömts till ungefär 70 meter. En intressant detalj är att armborstet är utrustad med två träramar som likt skoblock bevarar bågens krökning när den inte används. 
Materialet i vapnen, huvudsakligen av koppar, tenn och bly, visar att den metallurgiska nivån under Qindynastin var mycket hög. Proportionerna av de ingående grundämnena varierar efter vilken typ av vapen de ingår i. Till exempel har svärden den högsta andelen tenn (21 procent), vilket ger dem en ökad hårdhet. Svärdens yta består också av ett 10 µm tjockt ytskikt av 0,6 till 2% krom, vilket gör att de trots mer än 2 200 år under jord fortfarande är i mycket gott skick och ännu vassa och blanka. Vissa vapen har ett tillverkningsdatum, varierande från 245 till 228 f.Kr, och ibland också en namninskription från den myndighet som ansvarat för tillverkningen. En stor del av vapnen har inga spår av strider vilket tyder på att de är tillverkade exklusivt för Terrakottaarmén.

### Märkningar på vapen
Vapnen är ibland märkta genom gjutning, utmejsling, gravering eller i några få fall även målning. Många vapen är genom gjutning eller inristning märkta Sigong (寺工). Sigong var sannolikt en fabrik för metallprodukter nära huvudstaden. Ibland är den gjutna märkningen kompletterad med inristade namn på t.ex. vapenförrådet eller vapnets ägare. Även tillverkningsår är ibland inristat. Alla märkta hillebard är tillverkade från 244 till 237 f.Kr. och alla märkta lansar är tillverkade från 231 till 227 f.Kr. En del vapen har mycket informativa utmejslade märkningar. Dessa kan t.ex. innehålla namnet på fabriken (Sigong) och namn på flera led av kvalitetskontrollanter från högsta nivån, som var försteminister Lü Buwei (吕不韦), ner till vanliga arbetare (工). Utmejslade märkningar på avtryckningsmekanismen till armborst kan vara namn på tillverkningsplatser, dateringar eller namn på hantverkare.

## Fyndplatserna

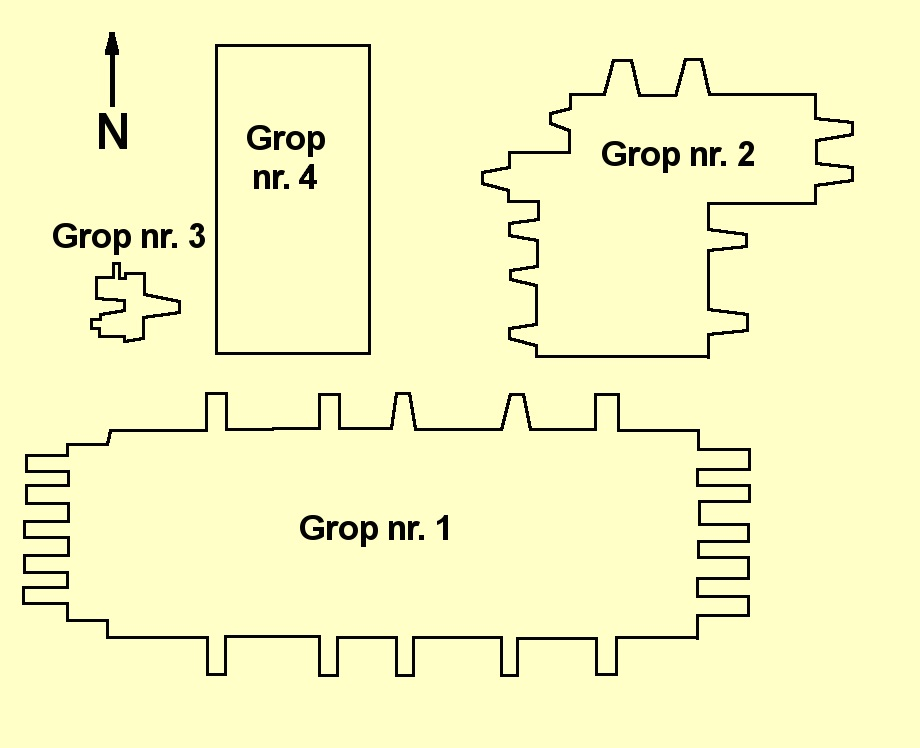
Layout över Terrakottaarméns gropar.

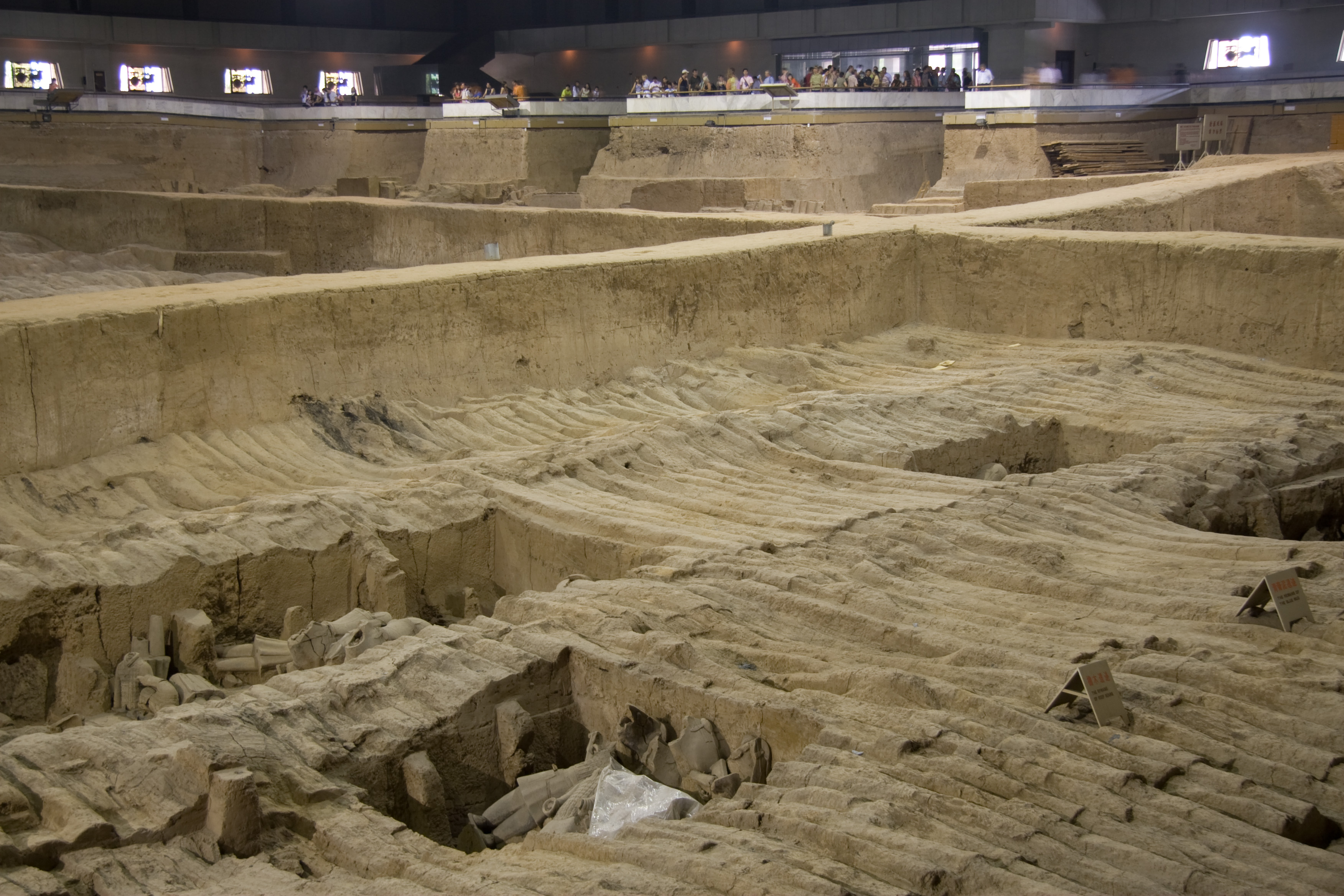
Terrakottaarmén i grop nr. 2. Här syns mycket av resterna från trätaket som har sjunkit ihop.

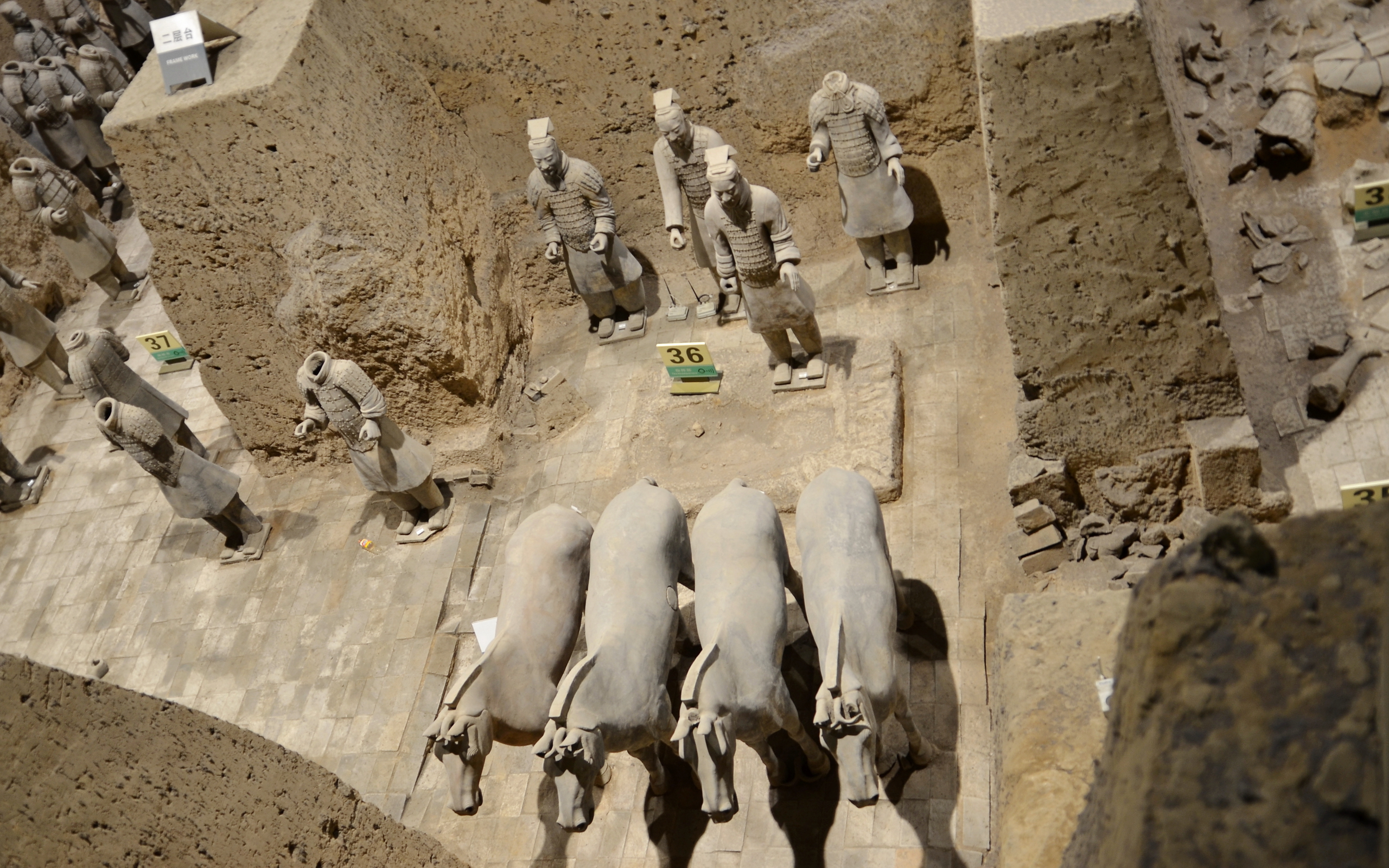
Terrakottahästar, i centrum av grop nr. 3

Terrakottaarmén är hittad i tre olika närliggande gropar. Av totala cirka 8 000 terrakottasoldater har hittills cirka 2 000 soldater blivit utgrävda.

### Grop nr. 1
Detta är den största gropen. Den har en rektangulär form och är 230 meter i öst-västlig riktning och 62 meter i nord-sydlig riktning samt är fem meter djup. Fem lutande gångar leder ner i gropen från var och en av de fyra sidorna. I fronten, det vill säga på den östra sidan, är 204 bågskyttar placerade och i leden bakom finns totalt 30 stridsvagnar dragna av vardera fyra hästar. Bland stridsvagnarna finns även flera tusen bepansrade och obepansrade soldater. Hela huvudstyrkan är vänd mot öster men runt ytterkanterna står soldater växelvis värda mot norr, söder och väster för att skydda flankerna. Totalt tros det finnas ungefär 6 000 soldater i grop 1 som var den första delen av Terrakottaarmén som hittades.
I mars 2015 publicerades upptäckten av ett nytt fynd från grop 1. Ett helt komplett och intakt armborst hade hittats, bedömt som det bäst bevarade armborstet från Qindynastin.

### Grop nr. 2
Grop 2 hittades 1976 och är placerad ungefär 20 meter norr om östra änden av grop 1. Gropen har en "L"-form med en utstickande del mot öster i nordöstra hörnet och är uppdelad i fyra militära styrkor. I den nordöstra delen finns 332 bågskyttar, alla vända mot öster. 160 av dessa är knästående och placerade i fyra kolonner, i mitten omringade av de övriga stående bågskyttarna. I södra delen finns 64 stridsvagnar fördelade på åtta kolonner, alla dragna av fyra hästar vardera, flankerade av tre soldater, samtliga vända mot öster. Mittdelen av grop 2 består av stridsvagnar i fronten följd av fotsoldater och ryttare. Den norra delen består endast av totalt 108 ryttare. Alla ryttare står framför sin sadlade häst med tömmarna i högra handen och pilbågen i vänstra.
Dessa fyra grupper i grop 2 tycks kunna agera individuellt och även i samlad grupp vilket visar på den unika militära strategi som Qin-armén använde.

### Grop nr. 3
Grop 3 är den minsta av de tre groparna och är placerad ungefär 25 meter norr om grop 1 och väster om grop 2. Endast 68 soldater och en stridsvagn dragen av fyra hästar finns i gropen som är av "U"-form och täcker 520 kvadratmeter. Gropen fungerar som arméns ledningscentral och är väl skyddad av de övriga styrkorna. I norra och södra delen finns 64 bepansrade soldater som står vända mot varandra med ryggarna mot ytterväggarna och beväpnade med särskilda vapen vilket indikerar att de är vakter och inte stridande soldater. Grop 3 är den enda gropen som är fullständigt utgrävd.

### Grop nr. 4
Mellan grop 2 och grop 3 hittades 1977 en fjärde grop. Gropen innehöll inga terrakottafigurer utan var tom. Detta är ett indicium som stöder en teori om att hela gravkomplexet, inklusive själva graven, aldrig blev helt färdigställt efter att den första kejsaren avlidit.

## Forskningen ger nya svar
Fyndet av Terrakottaarmén har bidragit med mycket historisk information om tiden för De stridande staterna och om Qindynastin. Huvudsakligen gäller det hur det militära försvaret var uppbyggt, men även en hel del om industrialiseringen och standardiseringen som kännetecknade Qindynastin.
En stor del av vapnen som hittats är tillverkade 232–228 f.Kr, det vill säga innan Qin vunnit kriget och enat Kina. Bladen på vapnen är märkta med tillverkningsår, vem som tillverkat dem och vem som varit ansvarig. Vissa vapen visar också skador från användning vilket sammantaget starkt talar för att vapnen från Terrakottaarmén är representativa för de som användes av Qin. Terrakottaarmén tros även vara formerad i en för Qin typisk krigsformation både var det gäller kavalleri, stridsvagnar, bågskyttar och fotsoldater och många slutsatser om hur Qin agerade militärt och vad som gjorde att han kunde vinna det stora kriget har därför kunnat dras. Forskarna har även fått en bra bild av hur de enskilda soldaterna var utrustade.
Terrakottaarmén har även givit forskare mycket information om tidens standardisering och industrialisering. Analyser av materialet i vapnen från Terrakottaarmén visar till exempel att pilspetsarna har gjutits i satser om hundra i taget i en massproduktionsanpassad produktionslinje. Analysen av materialet i vapnen har dessutom visat att den kemiska sammansättningen har optimerats beroende på vilken typ av vapen som tillverkats. Även mekanismen till armborsten var helt standardiserad så att varje ingående del var utbytbar vid en eventuell reparation; detsamma gällde för hjulen och axlarna till stridsvagnarna.

### Grekisk influens?
I oktober 2016 presenterades en teori att Terrakottaarmén, och andra skulpturer runt Qin Shi Huangdis mausoleum är inspirerade av antikens Grekland. Europa-specifik DNA från gravar hittade i Xinjiang i västra Kina daterade från tiden kring och före Qin Shi Huangdis livstid tyder på att Kina hade kontakt med västvärlden även innan Sidenvägen öppnades. Det fanns ingen tradition i Kina att göra statyer i full skala av människor under tiden före Terrakottaarmén. En tänkbar förklaring till den snabba förändringen i stil och kunskap tros kunna förklaras med influenser från andra länder, och den troligaste källan är antikens Grekland. Teorin är kontroversiell och har ifrågasatts av arkeologer både från Kina och från övriga världen.

## Museum
Utgrävningarna av Terrakottaarmén finns i Emperor Qin Shihuang's Mausoleum Site Museum där grop nr. 1, 2 och 3 visas upp i tre utställningshallar. I anslutning finns en utställningshall där fynd från gravens närområde visas och en biograf som visar en informationsfilm. Sedan 2010 får man inte klättra upp på själva gravpyramiden, men i direkt anslutning till graven finns några utgrävningar som är öppna för visning. Då terrakottaarmén och det egentliga gravområdet är skiljt åt tar en skyttelbuss turister mellan de olika platserna. Museet har besökts av celebriteter som Elizabeth II (1986), Bill Clinton (1998) och Vladimir Putin (2004). Museet besöks årligen (2013) av mer än 5 miljoner turister.
Enskilda terrakottafigurer finns utställda på ett flertal andra museum såsom Shaanxis historiska museum i Xi'an och Kinas nationalmuseum i Peking. Terrakottafigurer lånas även ut för tillfälliga utställningar; till exempel år 2007 då terrakottasoldater ställdes ut på The British Museum och 2010 då delar av armen visades upp i bergrummet nedanför Östasiatiska museet i Stockholm.

## Porträttbilder av terrakottasoldater

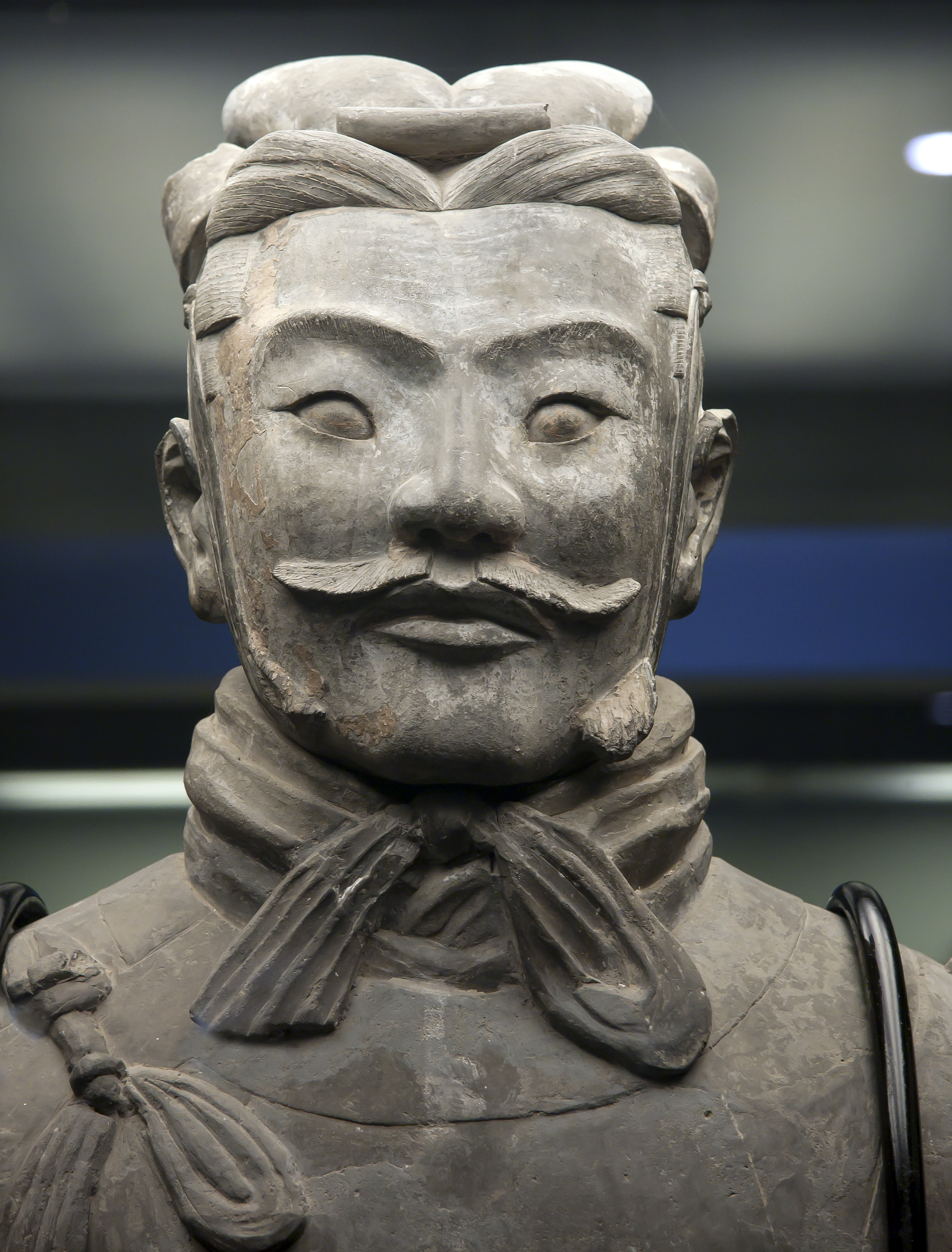
General.
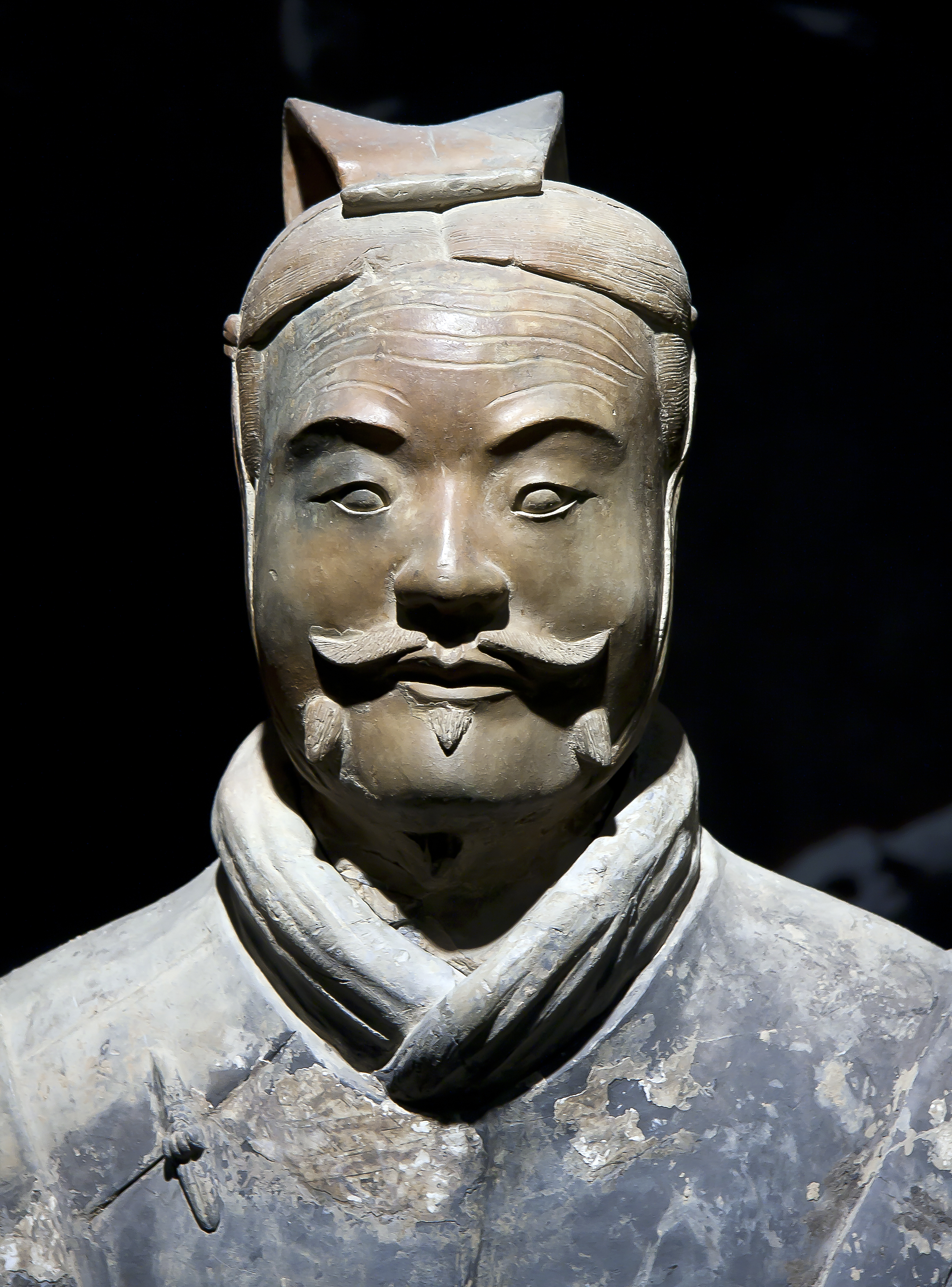
Officer på mellannivå.
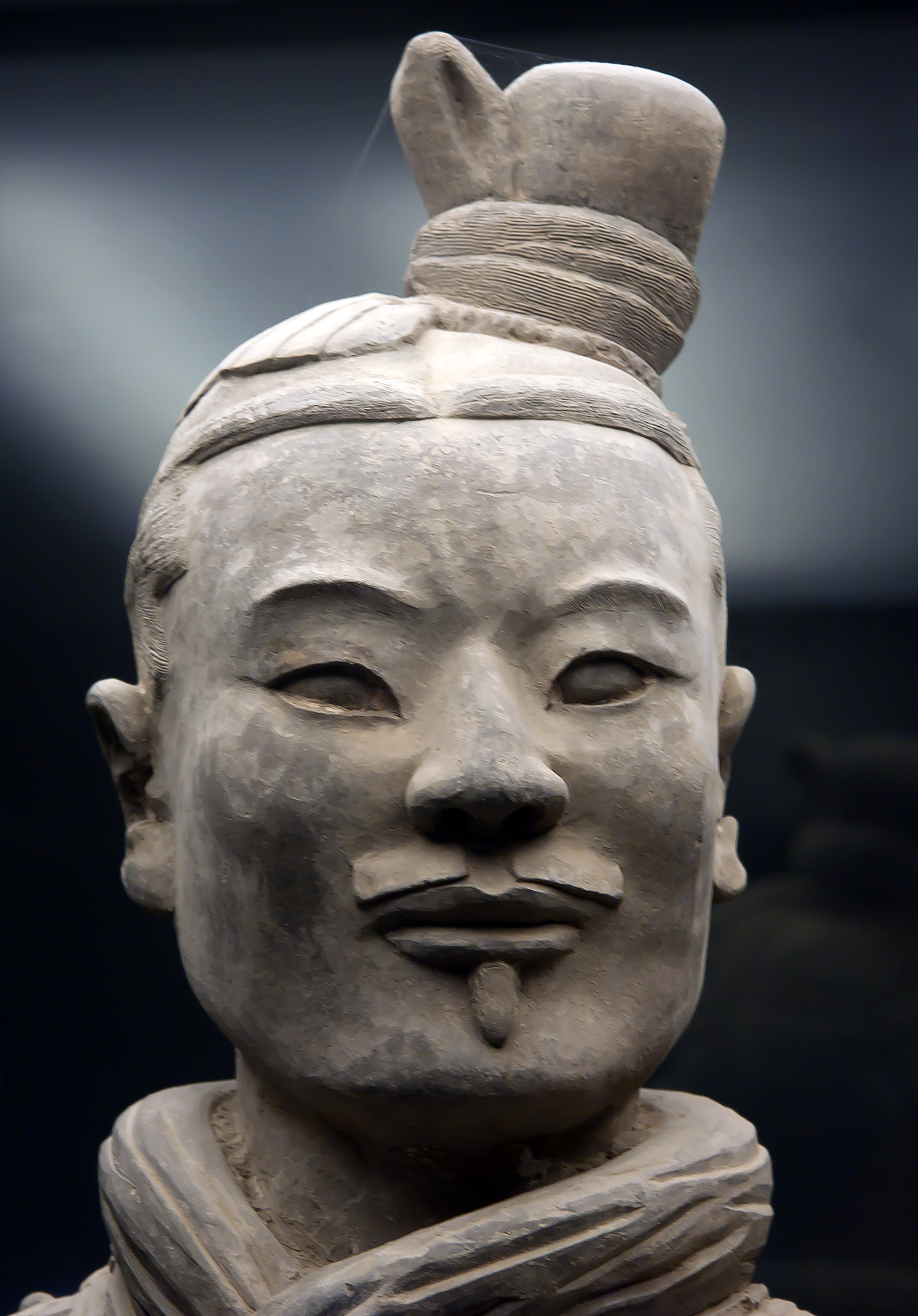
Bågskytt.
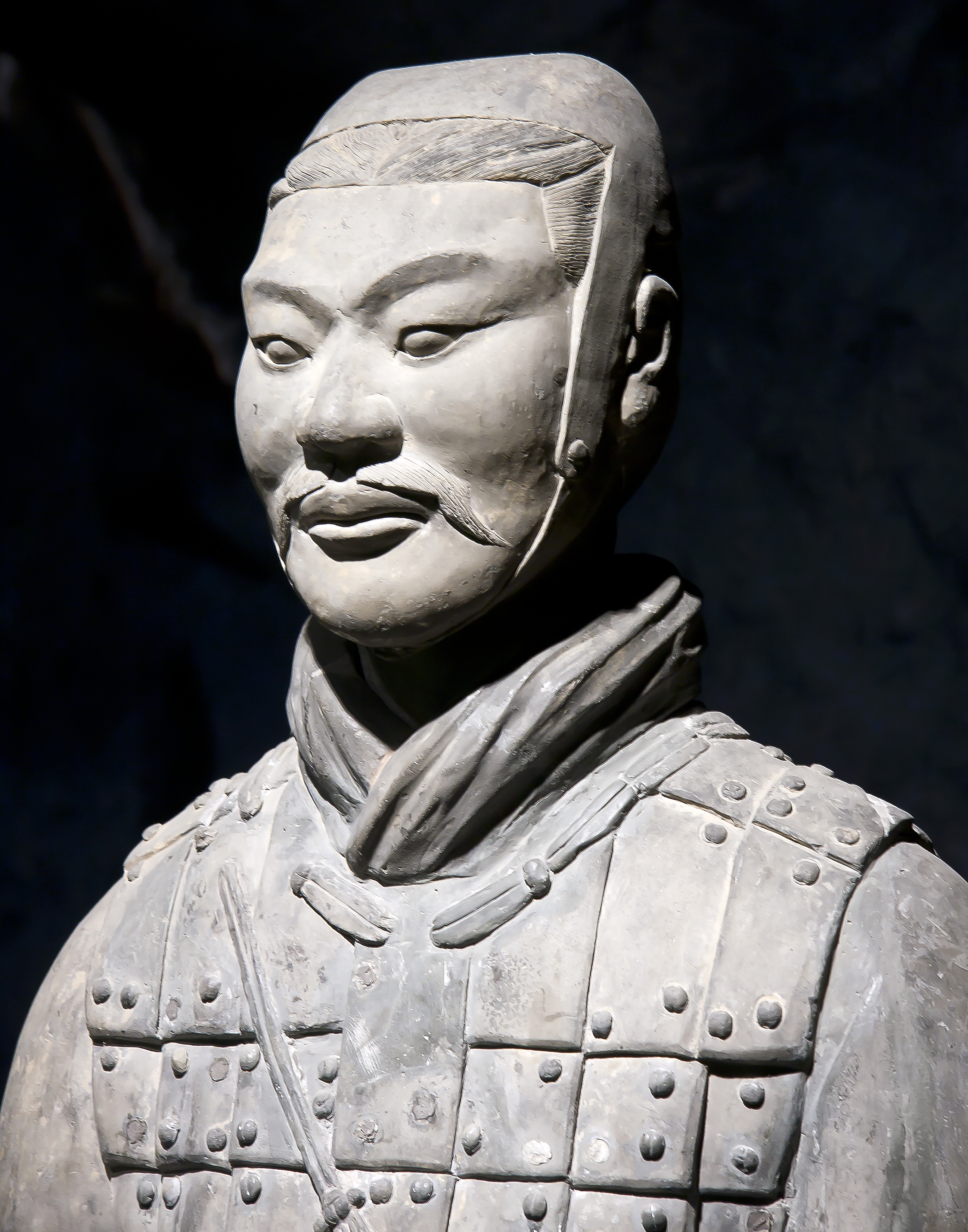
Ryttare.